# Cochemiea halei
Cochemiea halei, conocido comúnmente como biznaga de Isla Magdalena, es una especie de planta suculenta perteneciente al género Cochemiea, dentro de la familia Cactaceae. Es endémica del noroeste de México (Baja California) y anteriormente se le conocía como Mammillaria halei.

## Descripción

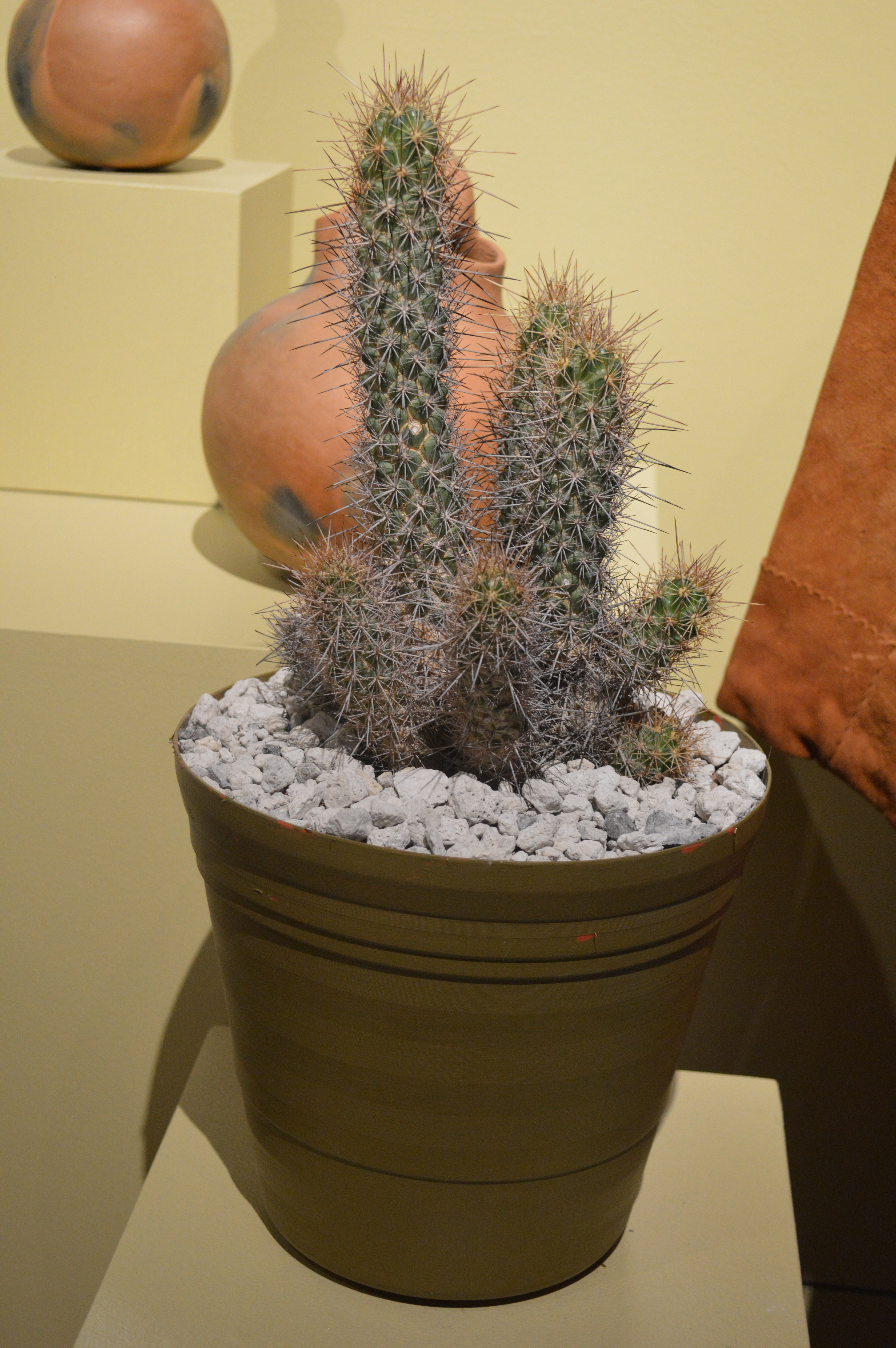
Cultivo en maceta

Cochemiea halei es una especie de cactus que crece formando grandes grupos que pueden alcanzar hasta 2 m de diámetro. Los tallos individuales son cilíndricos, casi rectos, y crecen de 30 a 40 cm de largo y de 5 a 7,5 cm de diámetro. 
Los tallos están cubiertos de tubérculos cortos y redondeados dispuestos en espiral, con axilas (espacio que hay entre los tubérculos) lanosas. Sobre ellos se asientan areolas que tienen de 3 o 4 espinas centrales fuertes, inicialmente de color marrón rojizo que luego se torna a gris con la edad, y que miden unos 3,5 cm de largo. También hay de 10 a 21 espinas radiales del mismo color y que solo crecen hasta 1,2 cm de largo.
Las flores son hermafroditas, de color rojo escarlata y están dispuestas verticalmente. Tienen un tubo floral largo, con los bordes torcidos, y miden de 2 a 5 cm de longitud.

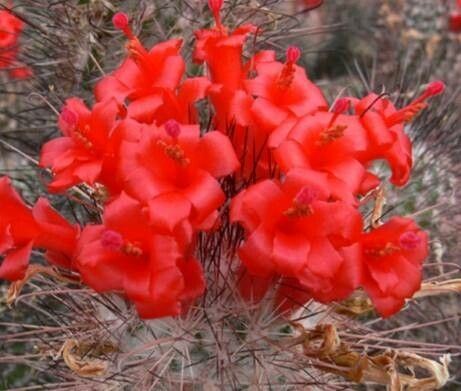
Floración

Los frutos tienen forma de maza, son de color rojo y miden hasta 1,2 cm de largo. En su interior encontramos semillas negras reticuladas.

## Distribución y hábitat
El área de distribución nativa de esta especie es el noroeste de México (concretamente el estado de Baja California) y crece principalmente en biomas desérticos o de matorrales secos.

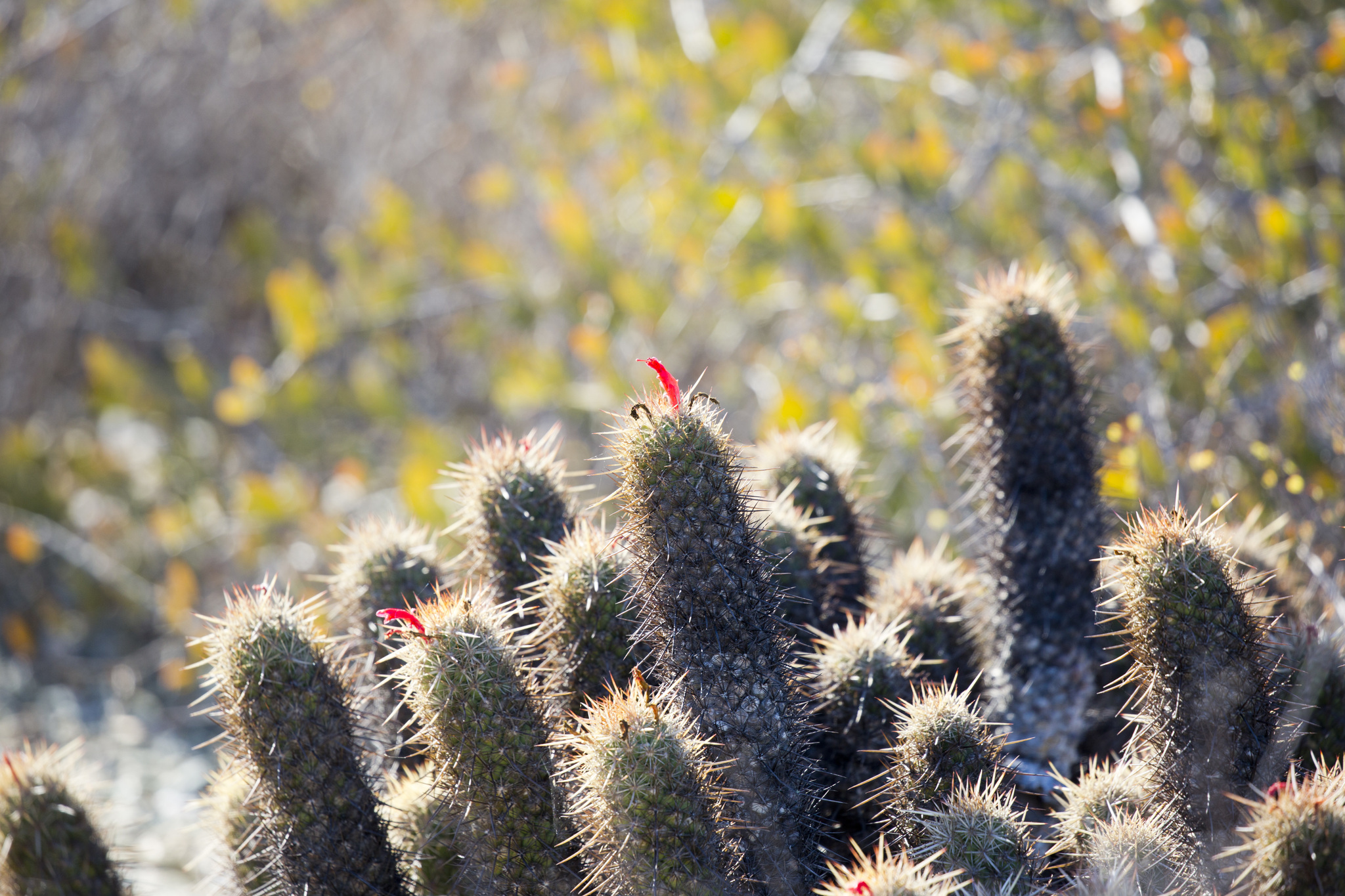
En su hábitat

Vive entre los 10 y los 100 metros sobre el nivel del mar, entre la vegetación de matorral xerófilo y vegetación halófila de llanuras de arena y pendientes rocosas.

## Taxonomía
La primera descripción de esta especie fue como Mammillaria halei, publicada en 1889 por la botánica estadounidense Mary Katharine Brandegee en la revista científica Proceedings of the California Academy of Sciences, ser. 2, 2: 161.
Posteriormente, el botánico británico Frederick Arthur Walton colocó la especie en el género Cochemiea, pasando a llamarse Cochemiea halei y anotando estos cambios en la revista científica Cactus Journal; Devoted Exclusively to Cacti and Other Succulent Plants 2: 50 en el año 1899.
Etimología
- Cochemiea: nombre genérico que hace referencia a la tribu indígena Cochimí, que en el pasado ocupó un gran territorio de Baja California y cuya área es parte del área de distribución natural de este género.
- halei: epíteto específico otorgado en honor a J.P. Hale, un terrateniente de Baja California que apoyó la expedición del botánico estadounidense Townshend Stith Brandegee en 1889.[9]

## Estado de conservación
En la Lista Roja de Especies Amenazadas de la UICN, la especie está clasificada como de “Vulnerable (VU)”.
Señalar que se conoce muy poco sobre la biología de esta especie, y dado que su distribución es muy reducida y sus poblaciones muy pequeñas, se encuentra Sujeta a Protección Especial (Pr) en la Norma Oficial Mexicana 059. Además, al encontrarse en categoría de riesgo, en México está regulada bajo el Código Penal Federal, la Ley General del Equilibrio Ecológico y Protección al Ambiente, y la Ley General de Vida Silvestre.

## Usos
Se cultiva principalmente como planta ornamental y su propagación se realiza a través de esquejes o semillas.